# Barycentrum

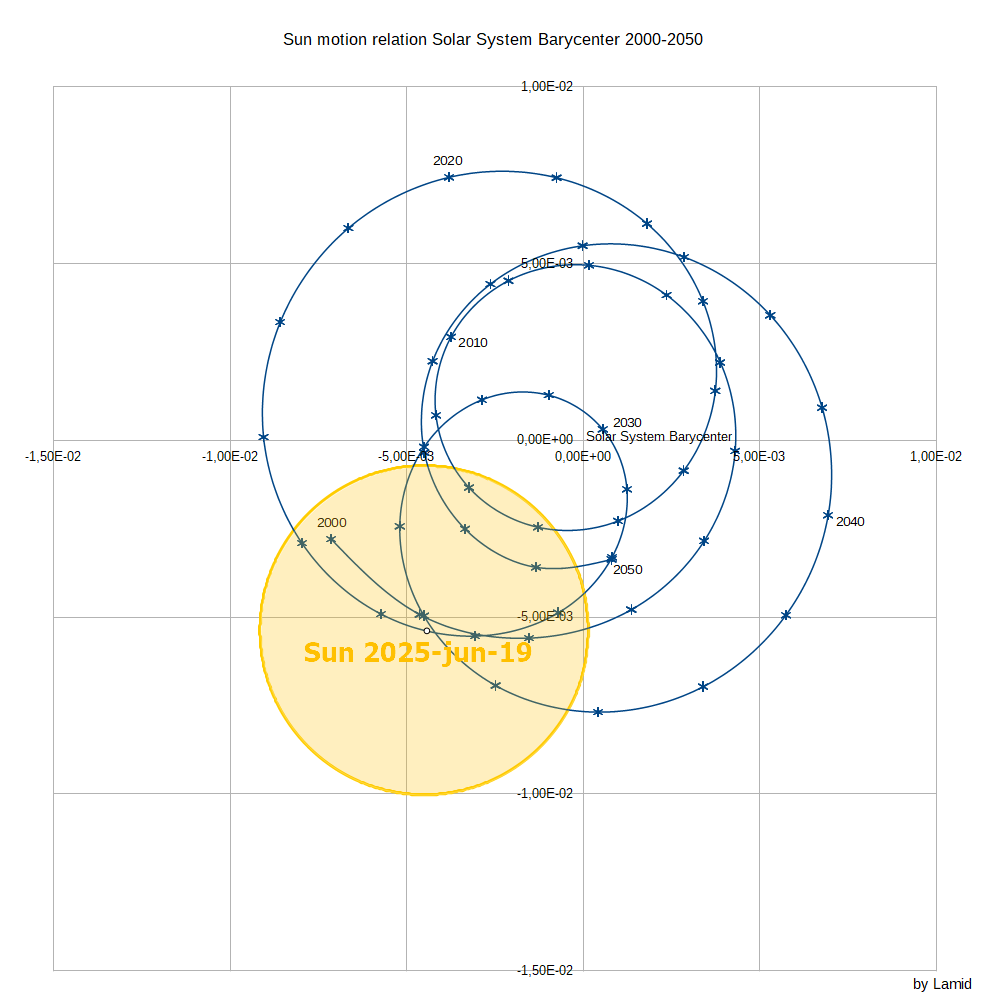
Pohyb Slunce kolem barycentra Sluneční soustavy v letech 2000 až 2050, pozice Slunce je k 19. červnu 2025 při 24. perihéliu sondy Parker Solar Probe.

V astronomii je barycentrum (těžiště) centrem hmoty dvou nebo více těles, která se obíhají navzájem, a je i bodem, kolem něhož tato tělesa obíhají. Je to důležitá koncepce v oblastech astronomie a astrofyziky. Vzdálenost od středu hmoty tělesa k barycentru lze vypočítat jako problém dvou těles.

## Problém dvou těles

Dvě tělesa s rozdílem v hmotnosti obíhající kolem společného barycentra vně obou těles, jako v systému Pluto–Charon

Problém dvou těles je úloha klasické mechaniky, v níž je cílem zkoumat pohyb dvou těles, které navzájem interagují. Příkladem může být oběh planet kolem Slunce.
V případě dvou těles je vzdálenost {\displaystyle r_{1}} od těžiště primárního tělesa (hmotnosti {\displaystyle m_{1}}) k barycentru dána:
{\displaystyle r_{1}=a\cdot {\frac {m_{2}}{m_{1}+m_{2}}}={\frac {a}{1+{\frac {m_{1}}{m_{2}}}}}}
- {\displaystyle r_{1}} je vzdálenost těžiště tělesa 1 k barycentru,
- {\displaystyle a} je vzdálenost mezi osami obou těles,
- {\displaystyle m_{1}} a {\displaystyle m_{2}} jsou hmotnosti obou těles.

V následující tabulce jsou uvedeny některé příklady těles ze Sluneční soustavy. R1 je poloměr centrálního tělesa, M⊕ hmotnost Země.
| centrální | m1 (m⊕) | obíhající | m2 (m⊕)             | a (km)                | r1 (km) | R1 (km) | r1 / R1  |
| --------- | ------- | --------- | ------------------- | --------------------- | ------- | ------- | -------- |
| Země      | 1       | Měsíc     | 0,0123              | 384 000               | 4 670   | 6 380   | 0,732    |
| Pluto     | 0,0021  | Charon    | 0,000254 (0,121 M♇) | 19 600                | 2 110   | 1 150   | 1,83     |
| Slunce    | 333 000 | Země      | 1                   | 150 000 000 (1 AU)    | 449     | 696 000 | 0,000646 |
| Slunce    | 333 000 | Jupiter   | 318 (0,000955 M☉)   | 778 000 000 (5,20 AU) | 742 000 | 696 000 | 1,07     |

## Problém n těles
Chceme-li vypočítat barycentrum Sluneční soustavy a skutečný pohyb Slunce, stačí započítat pohyby čtyř obřích planet (Jupiter, Saturn, Uran, Neptun). Příspěvky všech ostatních planet, trpasličích planet atd. jsou zanedbatelné. Pokud by všechny čtyři obří planety byly na jedné přímce na téže straně Slunce, centrum hmoty Sluneční soustavy by leželo více než 810 000 km (tj. přibližně 1,17 poloměru Slunce) nad povrchem Slunce.
Barycentrum soustavy Země–Měsíc, vzhledem k poměru hmotností obou těles (81 : 1), leží uvnitř Země.